# Paleolitik
Paleolitik je prazgodovinsko obdobje človeške zgodovine, ki ga odlikuje razvoj najbolj primitivnih odkritih kamnitih orodij (Grahama Clarka Modes I in II) in pokriva približno 95%   človeške tehnološke prazgodovine. Razprostira se od najzgodnejše znane uporabe kamnitih orodij, verjetno s hominini kot avstralopitek, pred 2,6 milijona let, do konca pleistocena okoli 10.000 let pred sedanjostjo. 
Ljudje so živeli v jamah, ukvarjali so se z lovom in nabiralništvom. Nastajala je delitev med spoloma - moški so se ukvarjali z lovom, ženske pa z nabiralništvom, ognjem in otroki. Pomembnejšo vlogo v družbi so imele ženske - matriarhat. Uporabljali so preprosto kamnito orodje (pestnjak), razvila so se kamnita rezila in koščeno orodje. Zaradi varnosti in večjega uspeha pri lovu so se lovci združevali v horde, trope in črede.
Izraz paleolitik je skoval arheolog John Lubbock leta 1865. Izhaja iz grščine: παλαιός, palaios, "star" in λίθος, lithos', "kamen", kar pomeni "stara doba kamna" ali "Stara kamena doba".

## Evolucija človeka
Človeška evolucija je del biološke evolucije o nastanku človeka kot posebne vrste.

## Paleogeografija in klima
Paleolitsko obdobje sovpada skoraj točno s pleistocensko epoho v geoloških dobah, ki je trajala od pred 2,6 milijona let do pred približno 12.000 let pred sedanjim časom. To obdobje je doživelo pomembne geografske in podnebne spremembe, ki so vplivale na razvoj človeške družbe.
V preteklem pliocenu, so se celine nadaljevale premikati, od 250 km od njihovih sedanjih lokacij do samo 70 km od njihovih trenutnih lokacij. Južna Amerika se je povezala s Severno Ameriko pri Panamski ožini, kar je prineslo značilno favno vrečarjev skoraj do konca Južne Amerike. Nastanek ožine je imel velike posledice na globalne temperature, ker so bili topli ekvatorialni oceanski tokovi odrezani in so hladne arktične in antarktične vode znižale temperature v zdaj izoliranem Atlantskem oceanu. Srednja Amerika se je v celoti oblikovala v pliocenu, kar je omogočilo favni iz Severne in Južne Amerike, da kolonizira nova področja. Trčenje Afrike z Azijo je ustvarilo Sredozemsko morje in odrezalo ostanke oceana Tetida. V pleistocenu so bili moderni kontinenti v bistvu na svojih sedanjih položajih; tektonske plošče, na kateri sedijo so se verjetno gibale največ 100 km druga od druge od začetka obdobja. 
Podnebje je v času pliocena postalo hladnejše, bolj suho in sezonsko, podobno današnjemu. Na Antarktiki je zrasel ledeni pokrov. Tvorba arktičnega ledu pred približno tremi milijoni let je bil signal za nenadno spremembo v razmerju kisikovih izotopov in ledenih plošč v severnem Atlantiku in Severnem Pacifiku.  Poledenitev v srednjih zemljepisnih širinah se je verjetno začela pred koncem epohe. Globalno hlajenje, ki se je pojavilo v pliocenu je lahko spodbudilo izginjanje gozdov in širjenje travnikov in savan.
Za pleistocensko podnebje so bili značilni ponavljajoči poledenitveni cikli, med katerimi so kontinentalni ledeniki na nekaterih mestih dosegli 40. vzporednik. Identificirali so štiri velike ledeniške dogodke, kot tudi mnoge manjše. Glavni dogodek je bila splošna poledenitev. V času poledenitve so ledeniki napredovali in se umikali. Vsaka poledenitev je vsebovala ogromne količine vode v kontinentalnih ledenih ploščah debelih 1500-3000 m, kar je začasno znižalo morsko gladino za 100 m ali več po celotni površini Zemlje. V vmesnih obdobjih, kot je sedaj, so bile obale poplavljene.
Učinki poledenitve so bili globalni. Antarktika je bila v led vezana v celotnem pleistocenu in prejšnjem pliocenu. Andi so bile zajeti na jugu s patagonskim ledenim pokrovom. Ledeniki so bili na Novi Zelandiji in Tasmaniji. Zdaj razpadajoči ledeniki Mount Kenya, Kilimandžaro in  Rwenzori v vzhodni in osrednji Afriki so bili večji. Obstajali so ledeniki v gorah Etiopije in na zahodu v Atlasu. Na severni polobli so bili mnogi ledeniki združena v enega. Kordilljerski ledeni pokrov je zajel severnoameriški severozahod, Laurentidski vzhod. Fenno-skandinavski ledeni pokrov je pokrival severno Evropo, vključno z Veliko Britanijo; Alpski ledeni pokrov je zajel Alpe. Razpršene kupole so se raztezale čez Sibirijo in Arktiko. Severna morja so bila zamrznjena. V poznem paleolitiku (zadnji pleistocen) c. 18.000 pred sedanjostjo, je bila Beringija, kopenski most med Azijo in Severno Ameriko blokiran z ledom, ki bi lahko preprečil zgodnjim Paleo-Indijancem kot kulturi Clovis  neposreden prehod Beringovega kopenskega mostu doseči Ameriko.
Paleolitik se je po prepričanju večine končal ob koncu ledene dobe (konec pleistocenske epohe), ko je Zemljino podnebje postalo toplejše. To bi lahko povzročilo ali prispevalo k izumrtju pleistocenske megafavne, čeprav so možno tudi drugi dejavniki, kot so bolezni in izlov s strani ljudi.  Nove raziskave kažejo, da je lahko izumrtje volnatega mamuta povzročila kombinacija učinka podnebnih sprememb in človeškega lova. Znanstveniki pravijo, da so podnebne spremembe ob koncu pleistocena povzročile  manjšanje habitata mamutom majhne populacije pa so nato izlovili paleolitski ljudje. Globalno segrevanje, ki je nastalo ob koncu pleistocena in v začetku holocena je za ljudi pomenilo, da so lažje dosegli mamutove habitate, ki so bili prej zamrznjeni in nedostopni. Majhne populacije volnatega mamuta so preživele na osamljenih arktičnih otokih Saint Paul in Wrangel, do okoli leta 3700 in 1700 pred našim štetjem. Populacija na otoku Wrangel je izumrla približno v istem času kot so otok stalno naselili prazgodovinski ljudje.  Ni dokazov o prazgodovinski človeški prisotnosti na otoku Saint Paul (čeprav so bile ugotovljene zgodnje človeške naselbine, ki segajo okoli 6500 pred našim štetjem na bližnjih Aleutih). 
| Flandrian interglacial \|Flandriense \|Mellahiense \|Versiliense \|Postglaciar |
| Wisconsin \| Devensiense\|Regresión \| Regresión\|Würm                         |
| Sangamoniense \|Ipswichiense \|Ouljiense \|Tirreniense II y III \|Riss-Würm    |
| Illinois \|Wolstoniense \|Regresión \|Regresión \|Riss                         |
| Yarmouthiense \|Hoxniense \|Anfatiense \|Tirreniense I \|Mindel-Riss           |
| Kansas \|Angliense \|Regresión \|Regresión \|Mindel                            |
| Aftoniense \|Cromeriense \|Maarifiense \|Siciliense \|Günz-Mindel              |
| Nebraska \|Beestoniense \|Regresión \|Regresión \|Günz                         |
| interglaciar \|Ludhamiense \|Messaudiense \|Calabriense \|Donau-Günz           |

## Človeški način življenja
Zaradi pomanjkanja pisnih virov, skoraj vse naše znanje o paleolitski človeški kulturi in načinu življenja prihaja iz arheologije in etnografskih primerjav s sodobnimi kulturami lovcev-nabiralcev, kot je ljudstvo !Kung, ki živijo podobno kot njihovi paleolitski predniki.  Gospodarstvo tipične paleolitske družbe je bilo lovvstvi-nabiralništvo. Človek je lovil divje živali za meso in nabiral hrano, kurjavo in materiale za svoje orodje, obleko ali zavetišča. Gostota prebivalstva je bila zelo majhna. Kot sodobni lovci in nabiralci, so paleolitski ljudje uživali obilje prostega časa. Na koncu paleolitika, natančneje v srednjem in starejšem paleolitiku, so ljudje začeli proizvajati umetnine, kot so jamske poslikave, kamnite premete in nakit in začel izvajati verske obrede kot je pokop in rituali. 

### Razširjanje
Na začetku paleolitika človečnjake najdemo predvsem v vzhodni Afriki, vzhodno od Velikega afriškega jarka. Najbolj znani fosili hominidov izpred več kot milijon let so prisotni zlasti v Keniji, Tanzaniji in Etiopiji.
1,5-2 milijonov let pred sedanjostjo so skupine hominidov začela zapuščati Afriko in naselile južno Evropo in Azijo. Južni Kavkaz so zasedli 1,7 milijona let pred sedanjostjo, severna Kitajska je bila dosežena 1,66 milijona let pred sedanjostjo. Do konca mlajšega paleolitika so  že živeli na območju današnje Kitajske, zahodne Indonezije in v Evropi, okoli Sredozemlja in na severu do Anglije, južne Nemčije in Bolgarije. Njihova nadaljnja širitev proti severu je bila lahko omejena s pomanjkanjem upravljanja z ognjem. Študije jamskih naselij v Evropi kažejo, da niso redno uporabljali ognja do pred 300.000-400.000 pred sedanjostjo.  Vzhodnoazijski fosili iz tega obdobja tipično postavljeni v rod Homo erectus. Zelo malo fosilnih dokazov je na voljo iz znanih mlajše paleolitiskih mest v Evropi, vendar  verjamejo, da so bili človečnjaki, ki so naseljevali ta prostor, prav tako Homo erectus. Ni dokazov o hominidih iz tega obdobja v Ameriki, Avstraliji ali kjerkoli v Oceaniji.
Usode teh zgodnjih naseljencev in njihovi odnosi do sodobnega človeka, so še vedno predmet razprave. Po sedanjih arheoloških in genetskih modelih, sta bila vsaj dva opazna migracijska dogodka poselitve Evrazije 2-1.500.000 let pred sedanjostjo. Okoli 500.000 je skupina zgodnjih ljudi, pogosto imenovani Homo heidelbergensis, prišla v Evropo iz Afrike in se sčasoma razvila v Neandertalce. Oba, Homo erectus in Neandertalci, so izumrli do konca paleolitika, in bila nadomeščena z novim valom ljudi, anatomsko moderni Homo sapiens, ki so se pojavili v vzhodni Afriki okoli 200.000 pred sedanjostjo, zapustili Afriko okoli 50.000 pred sedanjostjo in se razširili po vsem planetu. Verjetno je, da je več skupin sobivalo nekaj časa v posameznih krajih. Neandertalci je bilo še vedno mogoče najti v nekaterih delih Evrazije 30.000 let pred sedanjostjo, ki so se ukvarjali z omejeno stopnjo križanja s Homo sapiensom. Fosili hominidov, ki ne pripada bodisi Homo neanderthalensis ali Homo sapiens geni, ki se nahajajo v Altaju in Indoneziji, so bili radiokarbonsko datirani 30.000-40.000 oziroma 17.000 pred sedanjostjo.
Tehnološka revolucija v Srednjem in Starejšem paleolitiku je dovoljevala ljudem dostopati do mest, ki prej niso bila na voljo. V srednjem paleolitiku so bili Neandertalci prisotni na Poljskem. 40.000-50.000 pred sedanjostjo je prvi človek stopil v Avstralijo. 45.000 pred sedanjostjo so ljudje živeli na 61 ° severne zemljepisne širine v Evropi. 30.000 pred sedanjostjo je bila dosežena Japonska in 27.000 pred sedanjostjo so bili ljudje prisotni v Sibiriji nad polarnim krogom.  Ob koncu Starejšega paleolitika je skupina ljudi prečkala Beringov kopenski most in se hitro razširila po vsej Severni in Južni Ameriki. Severna Evrazija se je izpraznila v času poledenitvenega maksimuma (27.000 do 16.000 pred sedanjostjo), vendar je bila poseljena, ko je podnebje postalo toplejše in so se ledeniki umaknili.
Za čas trajanja paleolitika je bila populacija ljudi nizka, še posebej zunaj ekvatorialnih regij. Celotna populacija v Evropi med 16.000-11.000 pred sedanjostjo je verjetno v povprečju znašala okoli 30.000 posameznikov, v letih med 40.000-16.000 je bila še nižja okoli 4.000-6.000 posameznikov. 

### Tehnologija

#### Orodja
Paleolitski ljudje so orodje izdelovali iz kamna, kosti in lesa. Zgodnji paleolitski hominidi, Avstralopiteki, so bili prvi uporabniki kamnitih orodij. Izkopavanja na lokaciji Gona v Etiopiji, so dala na tisoče predmetov. Z radioizotopnim datiranjem in magnetostratigrafijo so lahko predmete trdno datirali pred 2,6 milijona let. Dokazi kažejo, da so ti zgodnji človečnjaki namenoma izbrali surovine s kvaliteto dobrega luščenja in izbrali ustrezno velike kamne za potrebe proizvodnje ostrorobih orodij za rezanje. Prva paleolitska industrija kamnitega orodja, kultura Oldowan, se je začela pred približno 2,6 milijona let.  To so orodja kot so sekire, dleta in primer šila. Ta je bila pred približno 250.000 leti popolnoma nadomeščena z bolj zapleteno Acheuleansko industrijo, ki so si jo prvi zamislili Homo ergaster pred okoli 1,8 ali 1,65 milijona let. Acheuleanska industrija je popolnoma izginila iz arheološkega zapisa okoli 100.000 pred sedanjostjo, nadomestila pa so jo bolj kompleksna Srednji paleolitska / Srednje kamenodobna orodja, kot so orodja  kulture Moustérien in Aterianska industrija. 
Ljudje Mlajšega paleolitika so uporabljali različna kamnita orodja, vključno pestnjake in sekire. Čeprav se zdi, da so pestnjake pogosto uporabljali, obstaja nesoglasje o njihovi namembnosti. Razlage v razponu od rezanje in sekljanje, orodje za kopanje, luščenje, za uporabo v pasteh ali zgolj obredni pomen, morda v namene dvorjenja. William H. Calvin je predlagal, da bi pestnjaki lahko služil kot "Frisbee ubijalci", ki se vrže v žival in jo omami ali celo ubije. Sekire in strgala so verjetno uporabljali za odiranje in razkosavanje živali, konice so nameščene na palice, pogosto uporabljali za odkopavanje korenin. Domnevajo, da so zgodnji ljudje uporabljali lesena kopja že pred petimi milijoni let za lov na male živali. Zgodnji paleolitski ljudje so gradili zavetišča podobna lesenim kočam iz Terra Amata v Franciji.

#### Uporaba ognja
Ogenj je hominid Homo erectus / Homo ergaster uporabljal že pred zgodaj v 300.000 ali 1,5 milijona let, morda celo prej pred Mlajšim paleolitikom (Oldowan) hominid Homo habilis in / ali z robustnimi australopiteki kot Paranthropus. Vendar pa je uporaba ognja postala edina skupna točka v družbah vse do Srednjega paleolitika. Uporaba ognja je zmanjšala umrljivost in jih zaščitila pred plenilci.  Zgodnji človečnjaki so lahko začeli svojo hrano kuhati že v Mlajšem paleolitiku (c. 1,9 milijona let pred sedanjostjo) ali najpozneje v začetku Srednjega paleolitika (c. pred 250.000 leti) . Nekateri znanstveniki trdijo, da so hominidi začeli kuhati hrano za odtajevanje zamrznjenega mesa, kar bi pomagalo zagotoviti njihovo preživetje v hladnih območjih.

#### Splavi
Hominid Homo erectus je v Mlajšem paleolitiku morda izumil splav (c. 800.000 ali 840.000 pred sedanjostjo), da je potoval preko velikih vodnih teles, kar je lahko omogočilo skupini da bi dosegla otok Flores in se razvila v majhno skupino Homo floresiensis. Vendar pa je ta hipoteza v antropološki skupnosti sporna.  Možna uporaba splavov v času Mlajšega paleolitika lahko nakazuje, da so bili hominidi kot Homo erectus bolj napredni kot so verjeli, in so lahko celo govorili zgodnjo obliko modernega jezika. Dodatni dokazi iz Neandertala in okolice sredozemskega morja, kot je Coa de sa Multa (c. 300.000 pred sedanjostjo), so prav tako navedli, da so Srednja in kamenodobni ljudje uporabljali splave za potovanje preko velikih vodnih teles (tj. Sredozemsko morje) za namene kolonizacije drugih delov ozemlja. 

#### Napredna orodja
Okoli 200.000 pred sedanjostjo je proizvodnja srednje paleolitskega kamnitega orodja ustvarila tehniko izdelave, znano kot tehnika priprave sredice, ki je bila bolj dodelana kot prejšnja Acheulean tehnika. Ta tehnika je povečala učinkovitost, saj je omogočala bolj nadzorovano oblikovanje in konsistentne luske.  Ljudje Srednjega paleolitika so ustvarili kamnite konice za kopja, ki so bila najzgodnejša kompozitna orodja. Poleg izboljšanja metode izdelave, so izboljšali tudi orodja sama, kar je omogočilo dostop do več vrst in količine virov hrane. Na primer šilo ali druga majhna kamnita orodja so izumili okoli 70.000 ali 65.000 pred sedanjostjo in so bila bistvena za izum loka in metalca kopja v naslednjem paleolitskem obdobju. Izumili so harpune in jih prvič uporabljali v poznem srednjem paleolitiku (nazaj okoli 90,000 let). Izum teh naprav je v človekovo prehrano prinesel ribe.  Zahvaljujoč tehnologiji in napredni družbeni strukturi so paleolitske skupine, kot so bili Neandertalci, ki so imeli srednje paleolitski nivo tehnologije, se zdi, da so lovili veliko divjad, prav tako pa so  Homo sapiens Starejšega paleolitika in Neandertalci zlasti lahko lovili tudi s strelnim orožjem. 

#### Druga odkritja
V Starejšem paleolitiku so nastali dodatni izumi, kot je mreža (cca. 22.000 ali 29.000 pred sedanjostjo) bola , metalec kopja (c.30.000 pred sedanjostjo), lok in puščico (c. 25.000 ali 30.000 pred sedanjostjo) in najstarejši primeri keramične umetnosti, Venera iz Dolní Věstonice (c. 29,000-25,000 pr. n. št.). Nekje med 30.000 in 14.000 pred sedanjostjo so bili udomačeni prvi psi, verjetno za pomoč pri lovu.  Vendar pa so lahko najzgodnejši primeri uspešne udomačitve psov precej starejše. Dokazi iz pasje DNK, ki jih je zbral Robert K. Wayne kažejo, da so bili lahko psi prvič udomačeni v Srednjem paleolitiku okoli 100.000 pred sedanjostjo ali morda celo prej.  Arheološki dokazi iz regije Dordogne v Franciji kažejo, da so člani starejše paleolitske kulture, znani kot Aurignacienci, uporabljali koledarje (c. 30.000 pred sedanjostjo). To je bil lunin koledar, ki je bil uporabljen za dokumentiranje lunine mene. Originalni sončni koledar ni bil znan do neolitika.  Kamenodobne kulture so bile verjetno sposobne slediti migracijam divjadi, kot so divji konji in srnjad. Ta sposobnost je ljudem omogočila, da so postali učinkoviti lovci in izkoriščali najrazličnejšo divjad. Nedavne raziskave kažejo, da so Neandertalci usklajevali lov in migracije divjadi davno pred začetkom paleolitika.

### Umetnost in glasba
Zgodnji primeri umetniškega izražanja, kot je Venera Tan-Tan in predmeti iz slonove kosti iz Bilzingslebena v Turingiji, so lahko izdelovali ljudje iz Acheuleana (francosko: Acheuléen  je kultura starega paleolitika, imenovana po nahajališču pri francuskem mestu Saint-Acheula blizu Amiensa) za uporabnike, kot so Homo erectus pred začetkom Srednjega paleolitika. Vendar najzgodnješi nesporni dokazi o umetnosti paleolitskega obdobja prihajajo iz Srednjega paleolitskih / Srednje kamenodobnih lokacij, kot so jame Blombos-Južna Afrika v obliki zapestnice , kroglice , skala umetnosti  in uporabe oker kot telesne barvo in morda v ritualih. Nesporni dokazi o umetnosti pa so pogostejši v naslednjem Mlajšem paleolitiku. 
Kamenodobni človek proizvaja umetnine, kot so jamske poslikave, Venerine figurice, živali, rezbarije in skalne poslikave.  Paleolitsko umetnost lahko razdelimo v dve večji skupini: figurativno jamsko slikarstvo, ki jasno prikazuje živali (ali redkeje ljudi) in nefigurativno, ki je sestavljena iz oblik in simbolov. Jamske poslikave sodobni arheologi razlagajo na več načinov. Najzgodnejša razlaga prazgodovinarja Abbe Breuila pravi, da je to oblika magije, ki zagotavlja uspešen lov.  Vendar pa ta hipoteza ne pojasni obstoja živali, kot so sabljezobe mačke in levi, ki jih niso lovili za hrano in obstoj pol človeka-pol žival v jamskih poslikavah. Antropolog David Lewis-Williams je predlagal, da so bile paleolitike jamske poslikave znak šamanističnih praks. Simboli so bolj pogosti v paleolitskih jamskih poslikavah, kot so upodobitve živali ali človeka, edinstveni simbolni vzorci bi lahko bili blagovna znamka, ki predstavlja različne paleolitske etnične skupine.  Venerine figurice so izzvale podobne polemike. Arheologi in antropologi so opisovali figurice kot reprezentacijo boginje, pornografske podobe, apotropaične amulete in celo kot avtoportrete žensk samih. 
Venerine figurice so včasih razlagali kot da predstavljajo boginje matere; številčnost teh žensk je navedla na misel, da je paleolitska (in kasneje neolitska) družba verovala v žensko kot center in da so v družbi prevladovale ženske. 
Začetki glasbe v paleolitika niso znani, saj za najzgodnejše oblike glasbe verjetno niso uporabljali glasbila, temveč človeški glas in/ali fizične predmete, ki ne puščajo sledi v arheološkem zapisu. Antropološki in arheološki zapisi kažejo, da se je glasba prvič pojavila v srednjem ali mlajšem paleolitiku. Glasba se je morda razvila iz ritmičnih zvokov proizvedenih pri dnevnih dejavnostih , Charles Darwin je predlagal, da se je glasba lahko začela kot strategijo hominida pri parjenju, podobno kot je to v živalskem svetu . Ta hipoteza je na splošno manj sprejemljiva kot prejšnja, vendar kljub temu zagotavlja možno alternativo. Še ena razlaga je, da je človek začel z glasbo preprosto zaradi užitka.
Paleolitski ljudje so uporabljali flavtam podobne cevi iz kosti. Glasba je lahko igrala veliko vlogo v verskem življenju. Zlasti se zdi, da so bobne iz živalske kože lahko uporabljali pri verskih obredih paleolitski šamani, kot kažejo ostanki bobnom podobnih instrumentov iz nekaterih paleolitskih grobov šamanov.

### Religija in verovanja
Uporaba pokopov na mestih, kot so Krapina, Hrvaška (c. 130.000 pred sedanjostjo) in Qafzeh, Izrael (c. 100.000 pred sedanjostjo) je povzročila pri antropologih in arheologih, kot je Philip Lieberman, da verjamejo, da so lahko paleolitski ljudje verovali v posmrtno življenje in "skrb za mrtvega presega vsakodnevno življenje«.   Vrezane oznake na neandertalskih kosteh iz različnih lokacij, kot so Combe-Grenal in Abri Moula v Franciji kažejo, da so Neandertalci lahko izvajali obrede iz (domnevno) verskih razlogov. Po zadnjih arheoloških najdbah iz H. heidelbergensis mesta v Atapuerca, so verjetno ljudje začeli pokopavali svoje mrtve že veliko prej, v poznem starejšem paleolitiku; vendar je ta teorija v znanstveni skupnosti pogosto vprašljiva.
Obstoj antropomorfnih slik in pol človeške, pol-živalske podobe nadalje kažejo, da so bili kamenodobni ljudje prvi, ki so verjeli v panteon bogov ali nadnaravnih bitij , čeprav takšne slike lahko navedejo na šamanistične prakse, podobne tistim v sodobnih plemenskih družbah. Prvi znan nesporen pokop šamana sega v zgodnjo paleolitsko dobo (c. 30.000 pred sedanjostjo) na Češkem.
Religija je bila morda apotropaična; še posebej, ker je bila morda vpletena sočutna čarovnija. Venerine figurice, ki so bogate v arheološkem zapisu, so primer morebitne paleolitske simpatične magije, saj so bile lahko uporabljane za zagotavljanje uspeha pri lovu in da bi dosegli rodovitnost zemlje in ženske. Paleolitske Venerine figurice so včasih pojasnjevali, kot upodobitve boginje zemlje podobne Gaia ali kot reprezentacijo boginje, ki je vladarica ali mati živali. 